# Нижний Туровец
Нижний Туровец — деревня в Покровском районе Орловской области, центр муниципального образования Вышнетуровецкое сельское поселение.

## География
Деревня расположена на реке Туровец в 12 км северо-восточнее Покровского.

## История

### Церковный приход
Деревня Нижний Туровец (ранее просто Туровец, без разделения на Верхний и Нижний) входила в приход Вознесенской церкви села Трудки. Первоначально в этих местах существовало два храма, но к началу XIX века осталась только Вознесенская церковь.
Первая деревянная церковь в Трудках была построена в ранний период истории села, а к концу XVIII — началу XIX века на её месте возвели каменный храм. Во второй половине XIX века к церкви пристроили колокольню. Храм был закрыт в 1930-х годах.
В Государственном архиве Орловской области сохранились метрические книги Вознесенской церкви за 1848, 1850, 1859 и 1897—1900 годы, которые содержат сведения о прихожанах. В приход, помимо Трудков, входили деревни:
- Вязоватая
- Туровец (позднее разделённый на Вышний и Нижний)
- Балчик
- Усть-Труд-Липовица
- Дерягина
- Верх Кондратьев
- Змеинец

Большинство жителей этих деревень, включая Нижний Туровец, были однодворцами, а с 1848 года — государственными (казёнными) крестьянами.

### Советский период
У деревни Нижний Туровец вела бои 307-я стрелковая дивизия 13-й армии с 27 по 30 декабря 1941 года, также 6 марта и 2 ноября 1942 года.
В 1944 году деревня Нижний Туровец входила в состав Вышнетуровецкого сельсовета, а местный колхоз носил имя И. В. Сталина.

## Инфраструктура
В деревне находится Дом животновода.